# Гранат (издательство)

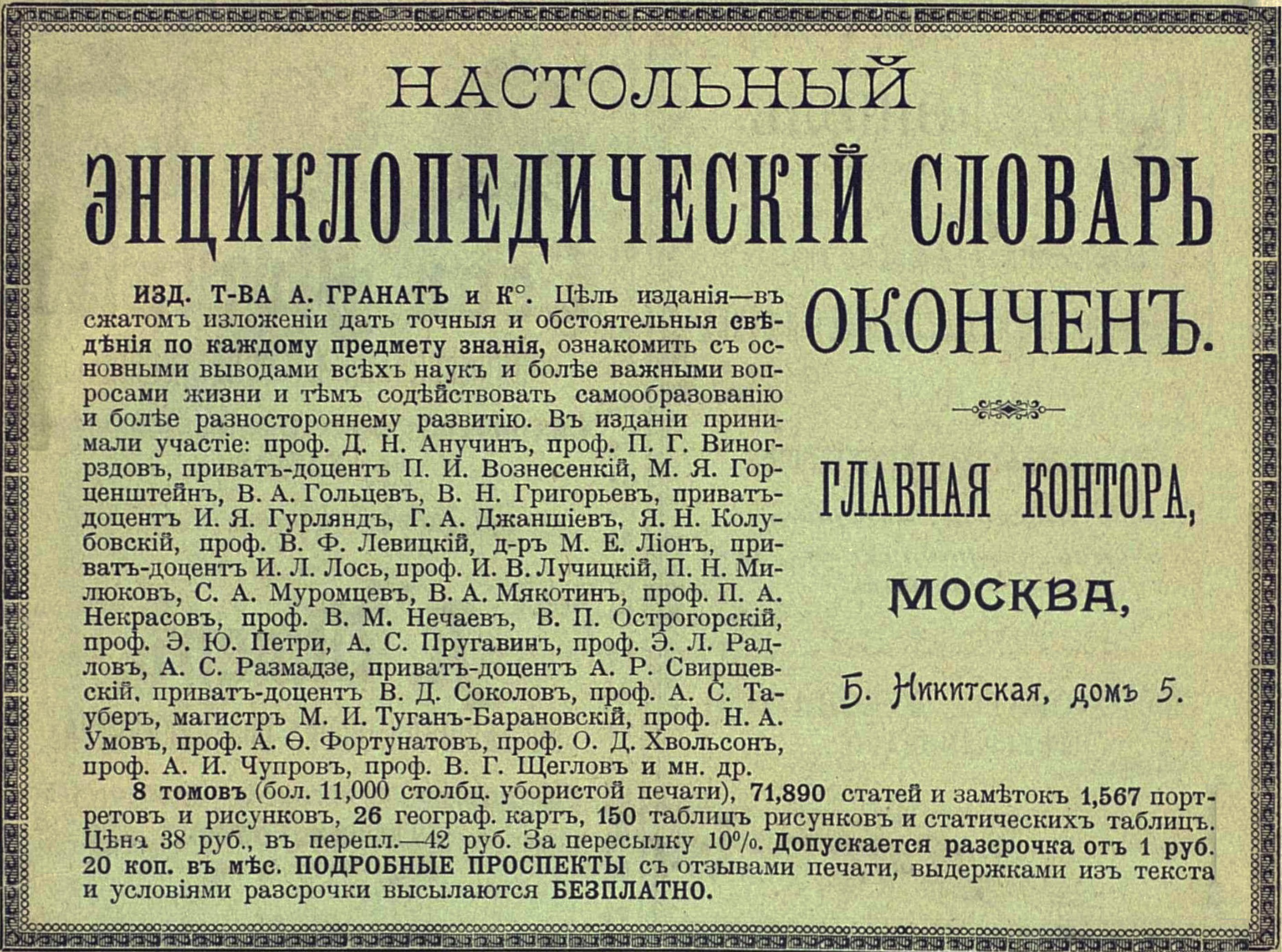
Реклама энциклопедического словаря издательства «Гранат», 1898 год.

Грана́т (полное название «А. и И. Гранат и К°», затем Русский библиографический институт братьев А. и И. Гранат и К°) — российское издательство. Основано в 1892 году братьями Гранатами, Александром Наумовичем и Игнатием Наумовичем. После Октябрьской революции 1917 года быстро утратило самостоятельность (в конфискованном у издательства здании затем разместился Литературный институт), но в том или ином виде существовало до 1939 года, когда влилось в состав новообразованного издательства «Советская энциклопедия».

## История
Издательство начало свою деятельность с приобретения «Настольного энциклопедического словаря», начавшего выходить в 1891 году в издательстве «Товарищество А. Гарбель и К°», — братья Гранат завершили первое издание (в 8 томах) и выпустили до 1903 года пять последующих изданий. Был опубликован также ряд фундаментальных книг по российской и мировой истории. Но наибольшую известность принесла издательству 58-томная энциклопедия, так называемый «Энциклопедический словарь Гранат», выпуск которого начался в 1910 году. В проспекте этого издания говорилось, что новую энциклопедию вызвали к жизни «перелом, переживаемый Россией, великие события, ознаменовавшие последние годы в жизни некоторых других государств, новые проблемы кардинальной важности, разрабатываемые в настоящее время точными науками», и что она должна «быть первым по времени русским образовательным словарём XX века, первой, в хронологическом отношении, образовательной энциклопедией обновляющейся России».
Стремление издательства остро чувствовать новейшие веяния выразилось, в частности, и в том, что некоторые статьи энциклопедии были написаны с оппозиционных официальной российской власти точек зрения; в частности, для написания статьи о Карле Марксе издательство привлекло В. И. Ленина. Это не в последнюю очередь объяснялось личными симпатиями основателей издательства братьев Гранат к левым идеям. С другой стороны, братьям Гранат удалось привлечь к работе над энциклопедией видных учёных, прежде всего — профессоров Московского университета; среди них, в частности, были К. А. Тимирязев, М. А. Мензбир, И. И. Мечников, Е. В. Тарле, П. Н. Сакулин, А. Э. Вормс и др. Среди активных авторов издательства были также А. В. Луначарский, литературовед В. М. Фриче.
После революции выпуск словаря продолжился. В итоге было подготовлено 58 томов, из которых 56-й том не вышел (по цензурным причинам)[уточнить], а 54-й и 58-й были выпущены уже «Советской энциклопедией».